# Polski Fiat

Logo Polskiego Fiata.

Polski Fiat – nieistniejąca już polska marka samochodowa. Pod marką Polski Fiat były w Polsce produkowane lub montowane samochody na licencji włoskiego koncernu Fiat.

## Przed II wojną światową

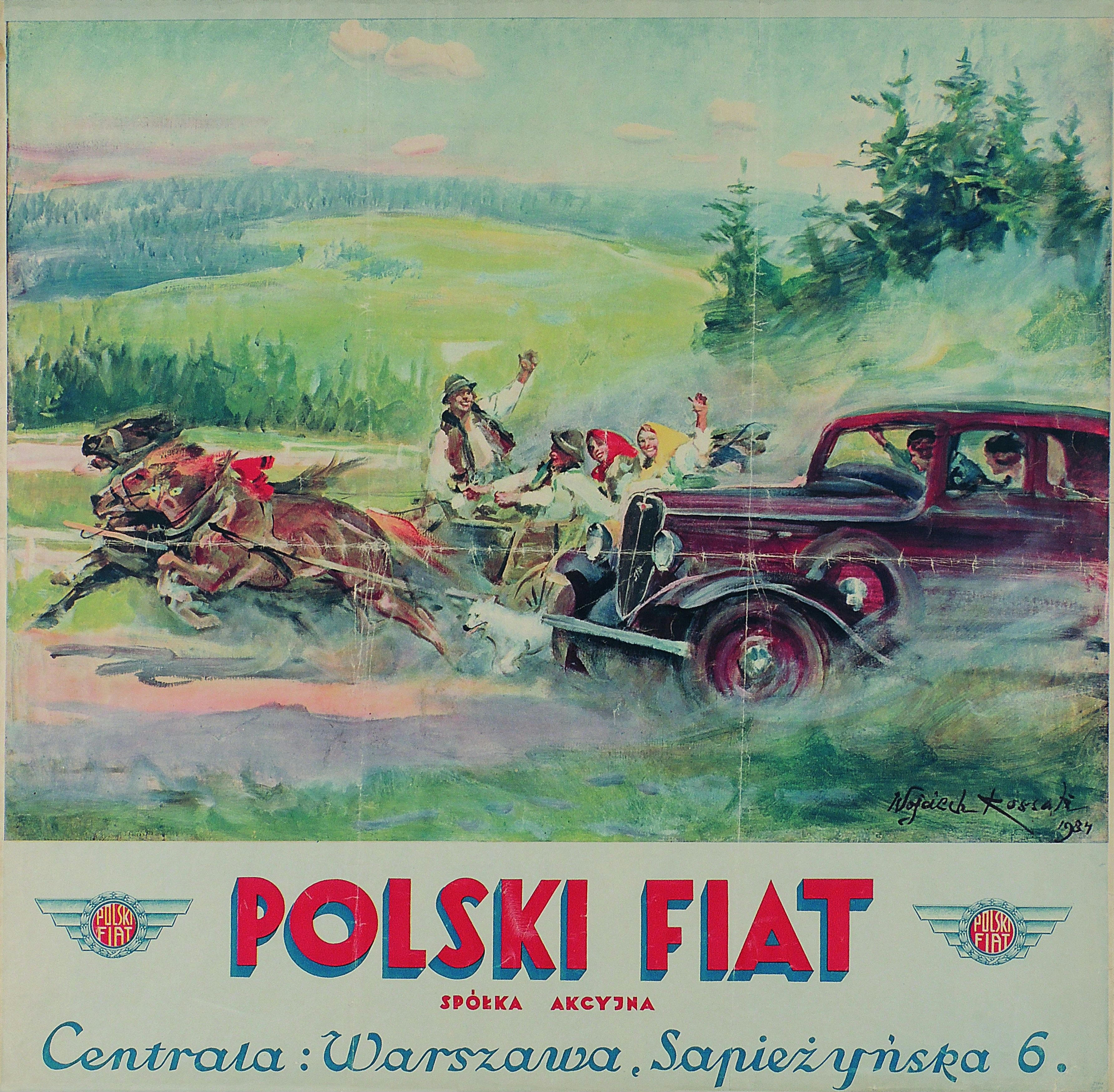
Plakat Wojciecha Kossaka z 1934 roku

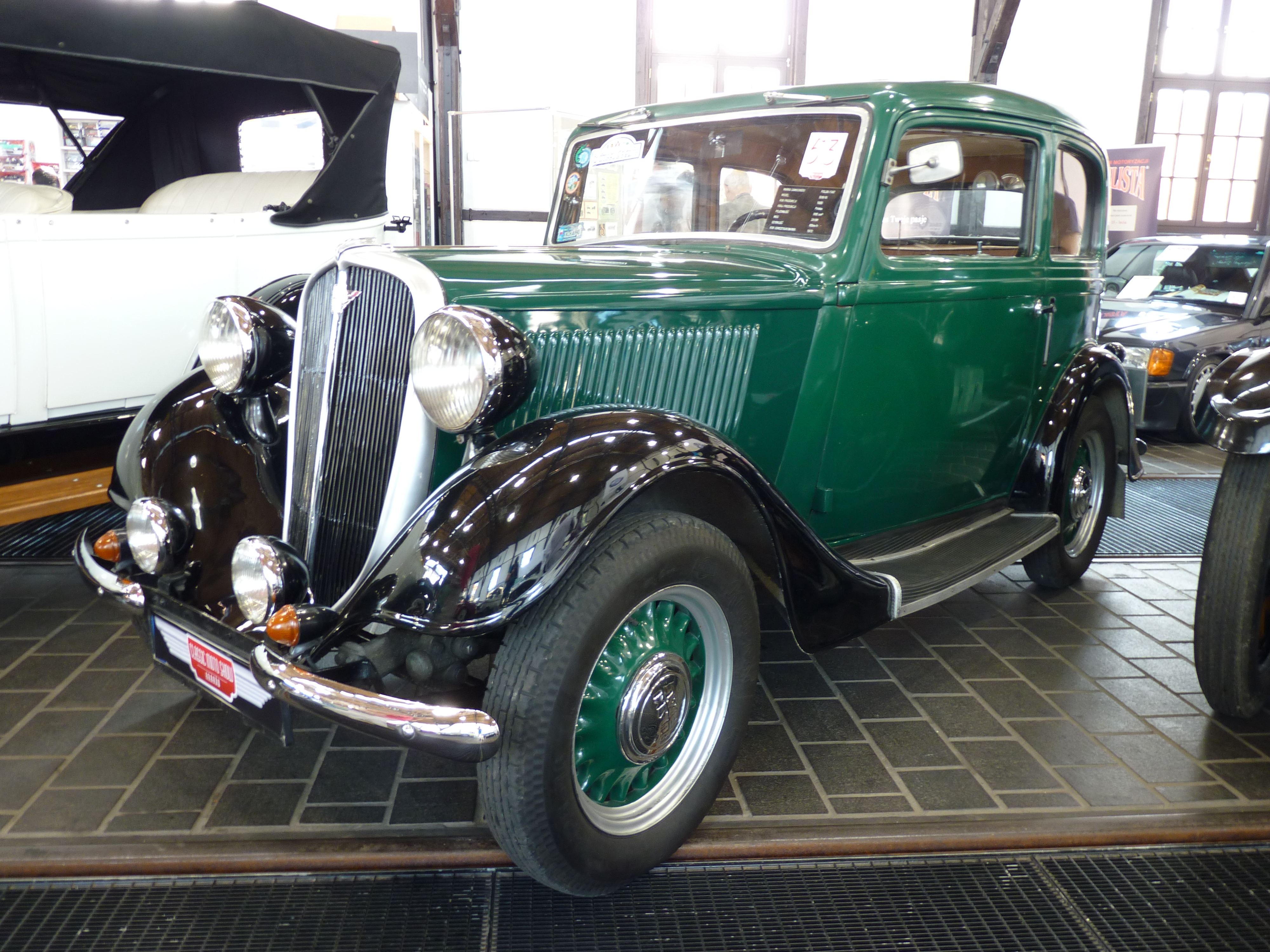
Polski Fiat 508 III Junak produkowany przez PZInż

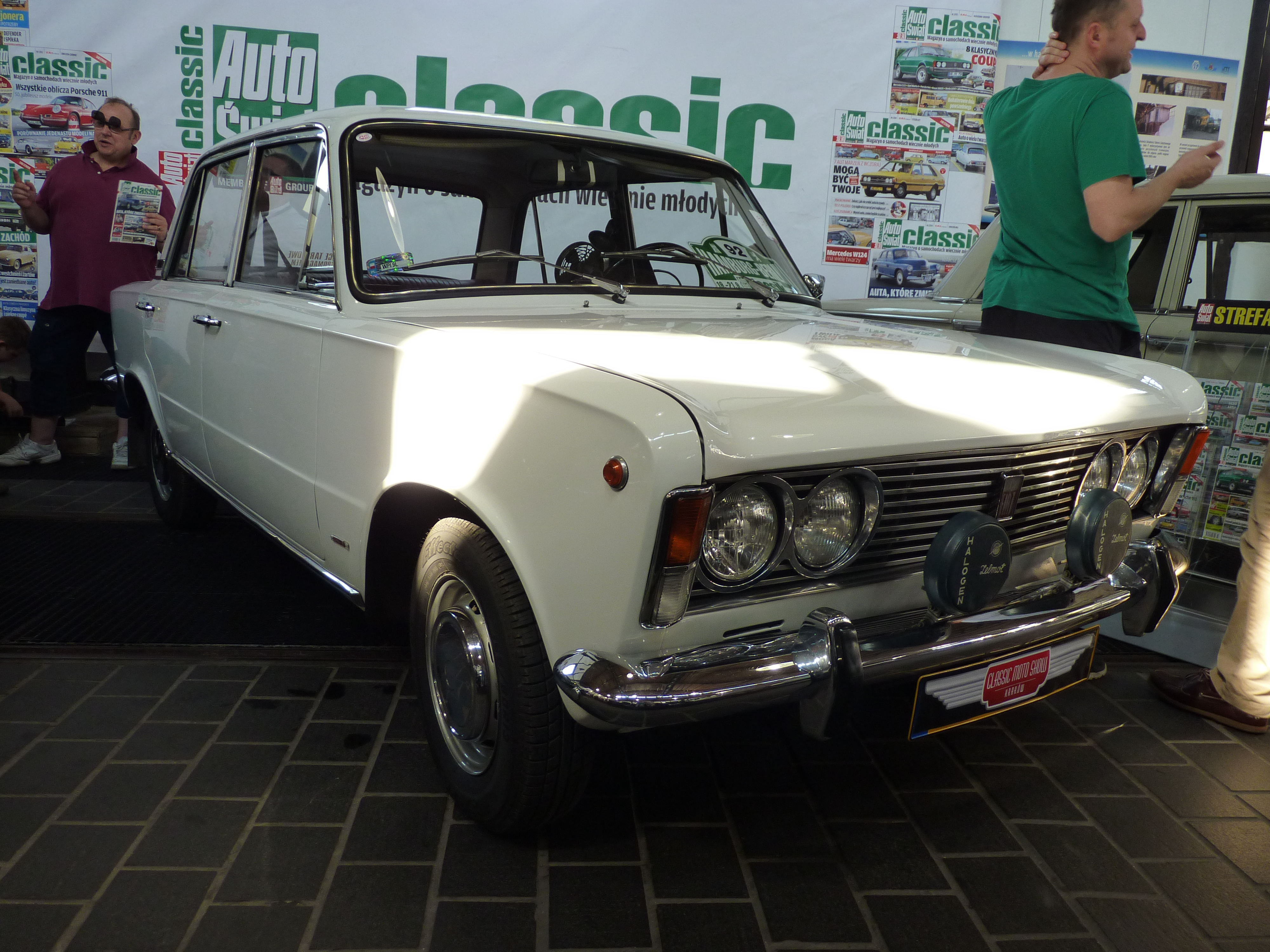
Polski Fiat 125p produkowany przez FSO

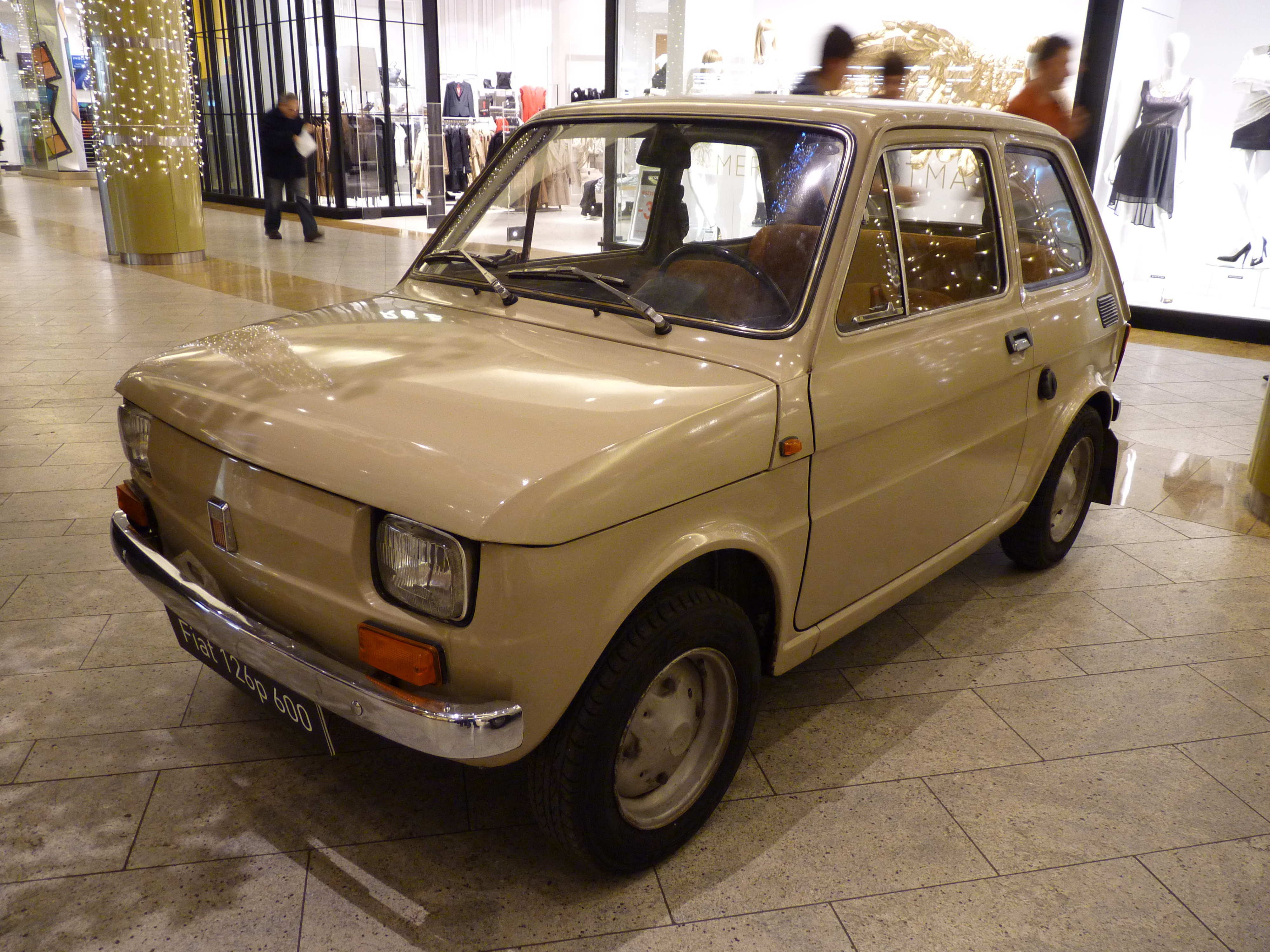
Polski Fiat 126p produkowany przez FSM

Przedsiębiorstwo Polski Fiat S.A. zostało utworzone w 1920 roku jako polski oddział Fiata, zajmujący się sprzedażą samochodów. Fiat planował wówczas wybudować w Polsce fabrykę (przy ul. Sapieżyńskiej w Warszawie), lecz nie doszło do tego z powodu trudności ekonomicznych. 21 września 1931 roku polski rząd podpisał porozumienie z FIAT-em dotyczące produkcji licencyjnych samochodów w Państwowych Zakładach Inżynierii w Warszawie, na okres 10 lat (do 1 stycznia 1942). Fiat miał opracować projekt fabryki, dostarczyć oprzyrządowanie, dokumentację i udzielić pomocy w jej uruchomieniu. Samochody były kupowane od zakładów i sprzedawane oraz serwisowane przez polsko-włoską spółkę Polski Fiat S.A. i nosiły markę Polski Fiat. Umowa ta była pierwszą umową tego typu zawartą przez Fiata, który co więcej zgodził się na używanie swojej marki przez zagranicznego producenta. Umowa ta jest jednak kontrowersyjnie oceniana, gdyż jej negatywną stroną było praktyczne zmonopolizowanie polskiego rynku przez Fiata wytwarzanego w państwowych zakładach, które nie musiały dbać o konkurencyjność. Zakłady PZInż zakończyły produkcję samochodów polskiej konstrukcji CWS i ciężarówek Ursus, zaś inne decyzje rządu w połączeniu z kryzysem spowodowały załamanie popytu na samochody na początku lat 30, a tym samym eliminację montowni innych marek stwarzających konkurencję. Początkowo samochody Fiata były importowane. Od 1932 roku prowadzono budowę fabryki i w kwietniu 1934 roku uruchomiono Fabrykę Samochodów Osobowych i Półciężarowych przy ul. Terespolskiej. Pierwsze samochody były montowane z włoskich części (model 508 I). Od 1932 roku samochody były montowane z części importowanych, przy czym polskiego pochodzenia były początkowo tylko drewniane i tapicerskie elementy drewniano-stalowych nadwozi. Od 1935 roku samochody były stopniowo polonizowane i w tym roku powstało 1550 samochodów osobowych i ciężarowych pod marką Polski Fiat. Produkowano głównie modele takie jak:
- Polski Fiat 508/III Junak – samochód kompaktowy
- Polski Fiat 518 Mazur – samochód klasy średniej
- Polski Fiat 618 Grom – ciężarówka o masie 1,5 t
- Polski Fiat 621L – ciężarówka o masie 2,5 t, także autobus (w wariancie 621R)

Produkowano również specjalne modele wojskowe:
- Polski Fiat 508 Łazik
- Polski Fiat 518 Łazik
- Polski Fiat 508/518

Marka przestała istnieć wraz z wybuchem II wojny światowej, kiedy to fabryka PZInż została zbombardowana przez Niemców w 1939 roku.

## Po II wojnie światowej
Marka pojawiła się ponownie w latach 60., kiedy rząd PRL odnowił powiązania polskiego przemysłu motoryzacyjnego z Fiatem i kupił licencję na model Polski Fiat 125p.
Umowa została podpisana 22 grudnia 1965 roku, a pierwsze modele 125p zjechały z taśmy produkcyjnej FSO w 1967 roku. Początkowo modele były montowane, ich produkcja zaczęła się w 1968 roku i zakończyła w roku 1991. W 1983 roku zmieniono nazwę z Polski Fiat 125p na FSO 125p.
W latach 1973–2000 FSM (od 1992 roku Fiat Auto Poland) produkowała drugi licencjonowany model, Polskiego Fiata 126p.
W 1992 roku FSM została wykupiona przez Fiata, a w 1994 roku wraz z modernizacją modelu 126p ostatecznie wycofano markę Polski Fiat. Od tej pory modele Fiata produkowane są pod marką Fiat. Przed 1994 rokiem marka Fiat była używana tylko dla modeli przeznaczonych na eksport.